# Eredo di Sungbo
L'eredo di Sungbo è un sistema difensivo costituito da un fossato e da un muro di terra che circonda la città Yoruba di Ijebu Ode nello stato di Ogun della Nigeria sud-occidentale, che fu capitale del regno di Ijebu, uno dei regni Yoruba precedenti il periodo coloniale.
Si tratta di un'opera di dimensioni colossali, con una circonferenza di circa 160 km, e racchiude un'area di 40 km (in senso nord-sud) per 35 km (in senso est-ovest). In alcune sezioni il muro raggiunge un'altezza di 20 m.
Fu costruita intorno all'anno 1000 a scopi difensivi. Probabilmente si ispira a simili strutture nella Nigeria occidentale (Ile-Ife, Ilesa e Iya, nel Benin), che costituiscono un sistema di strutture difensive disposto su una lunghezza di circa 6.500 km. Si ritiene che avesse lo scopo di unificare l'area di diverse comunità in un singolo regno.
Una leggenda locale identifica l'opera con monumento eretto per preservare la memoria di una ricca regina, vedova e senza figli, di nome Bilikisu Sungbo, identificata con la regina di Saba (che nel Corano ha il nome di Bilqis): la sua tomba a Oke-Eiri, una città nell'area musulmana a nord, oggetto di pellegrinaggio da parte di cristiani e fedeli delle tradizionali religioni africane. 
Il monumento venne studiato da Peter Lloyd alla fine degli anni cinquanta, e di nuovo, quarant'anni dopo da Patrick Darling, dell'università di Bournemouth.